# Pterolophia eritreensis
Pterolophia eritreensis är en skalbaggsart som beskrevs av Stefan von Breuning 1958. Pterolophia eritreensis ingår i släktet Pterolophia och familjen långhorningar. Inga underarter finns listade i Catalogue of Life.